# Article 171 de la Constitution belge
L'article 171 de la Constitution belge fait partie du titre V Des finances. Il consacre le principe d'annualité de l'impôt.
Il date du 7 février 1831 et était à l'origine — sous l'ancienne numérotation — l'article 111. Le premier alinéa a été révisé le 29 juillet 1980.

## Le texte
« Les impôts au profit de l'État, de la communauté et de la région sont votés annuellement. 
Les règles qui les établissent n'ont force que pour un an si elles ne sont pas renouvelées. »